# Kapelle Doba
Die Kapelle in Doba – bis 1945 das evangelische Gotteshaus im Sprengel Doben der Kirchengemeinde Rosengarten-Doben im Kreis Angerburg in Ostpreußen – ist heute die Filialkapelle der römisch-katholischen Pfarrei Kamionki (deutsch Kamionken, 1928–1945 Steintal) in der polnischen Woiwodschaft Ermland-Masuren.

## Geographische Lage
Die Siedlung (polnisch osada) Doba liegt am Südwestufer vom Dobensee (polnisch Jezioro Dobskie) im Kreis Giżycko (Lötzen), 13 Kilometer westlich der Kreisstadt. Die Kapelle steht im nördlichen Ortsbereich unweit des Landweges nach Radzieje (Rosengarten) über Skrzypy (Steinhof) und Pilwa (Pilwe).

## Kirchengebäude
Die Kirche im vormaligen Doben, die anstelle einer 1530 bereits stehenden Kapelle im Jahr 1574 erstmals erwähnt wurde, ist ein verputzter Ziegelbau mit einem 1887 vorgesetzten Westturm. 1747 und 1887 erfolgten grundlegende Restaurierungen.
Der Kircheninnenraum hatte eine Empore und war von einer trapezförmigen Holzdecke überzogen. Die schlichte Ausstattung stammte aus dem 17. Jahrhundert. Der Altar zeigte eine gemalte Darstellung des Abendmahls Jesu in der Predella, darüber im Hauptgeschoss ein geschnitztes Kruzifix sowie ein Rundbild des Auferstandenen Christus. Die Kanzel war mit einfachem, später ergänztem Schnitzwerk ausgestattet.
Das Geläut der Kirche bestand aus nur einer Glocke. Sie stammte aus dem Jahr 1649.
Das Kirchengebäude hat die Zeiten mit nur wenigen Blessuren überstanden. 1985 wurde es zuletzt grundlegend restauriert und die Ausstattung der römisch-katholischen Liturgie angepasst, da es seit 1945 als Filialkapelle von Kamionki (Kamionken, 1928–1945 Steintal) der Römisch-katholischen Kirche in Polen dient.

## Kirchengemeinde

### Geschichtliches
Doben war bereits in vorreformatorischer Zeit ein Kirchdorf. Bald nach Einführung der Reformation in Ostpreußen wurde es lutherisch. Die Kirche gehörte zur Inspektion Rastenburg (polnisch Kętrzyn); es taten hier zunächst eigene Katecheten Dienst. Später wurde Doben mit Rosengarten (polnisch Radzieje) zur gemeinsamen Kirchengemeinde Rosengarten-Doben vereint, die bis 1945 zum Kirchenkreis Angerburg in der Kirchenprovinz Ostpreußen der Evangelischen Kirche der Altpreußischen Union gehörte.
Von den im Jahr 1925 gezählten 2900 Gemeindegliedern der Gesamtpfarrei waren 250 dem Sprengel Doben zugeordnet. Das Patronat der Dobener Kirche oblag den Gutsbesitzern von Groß Steinort (polnisch Sztynort), den Grafen von Lehndorff. Flucht und Vertreibung der einheimischen Bevölkerung machten in Doben das Leben der evangelischen Kirche zunichte.
In dem dann Doba genannten Dorf siedelten sich nach 1945 polnische Bürger an, die fast ausnahmslos katholischer Konfession waren und das kirchliche Leben im Ort wieder aufleben ließen. Das bisher evangelische Gotteshaus wurde ihnen als Kapelle übertragen und der Pfarrei in Kamionki zugeordnet. Sie gehört zum Dekanat Giżycko-św. Szczepana Męczennika (St. Stephanus) im Bistum Ełk (Lyck) der Römisch-katholischen Kirche in Polen. Bis 1945 waren die in Doben wohnenden Katholiken in die katholische Kirche St. Bruno in Giżycko (Lötzen) im Dekanat Masuren II (Sitz: Johannisburg, polnisch Pisz) im Bistum Ermland eingepfarrt.
In Doba heute lebende evangelische Kirchenglieder orientieren sich sowohl nach Giżycko als auch nach Kętrzyn (Rastenburg). Beide Pfarreien gehören zur Diözese Masuren der Evangelisch-Augsburgischen Kirche in Polen.

### Kirchspielorte (bis 1945)
Zum Sprengel Doben des Kirchspiels Rosengarten-Doben gehörten bis 1945 sechs Ortschaften:
| Deutscher Name                | Polnischer Name |
| ----------------------------- | --------------- |
| Deyguhnen 1939–1945 Deiguhnen | Dejguny         |
| Doben                         | Doba            |
| Kirsaiten                     | Kirsajty        |
| Kühnort                       | Dziewiszewo     |
| Steinhof                      | Skrzypy         |
| Vargulla                      |                 |

### Pfarrer (bis 1945)
Die Pfarrer in Rosengarten (polnisch Radzieje) waren zugleich Pfarrer der Kirche in Doben.

### Kirchenbücher
Von den Kirchenbüchern Rosengarten-Doben hat sich ein großer Bestand (1700/1710 bis 1944)  erhalten.